# Tribal Hybrid Concept
Tribal Hybrid Concept is een studioalbum van Cyrille Verdeaux en Pascal Menestreyl. Het album met een mengeling van elektronische muziek, ambient en trance, alle drie met een vleugje etnische muziek, is opgenomen in de Metamusic-geluidsstudio in Annecy. Dat etnische gedeelte komt tot uiting in het gebruik van bijvoorbeeld muziekinstrumenten uit Kasjmir, Turkmenistan en Uganda. Inuit rock werd gezongen door Inuit. Het album maakt geen deel uit van de Kundalini Opera, alhoewel er wel naar verwezen wordt. Tribal Hybrid Concert is ten behoeve van Chakra nr. 1 Muladhara. 

## Musici
- Cyrille Verdeaux – synthesizers, elektronische drums
- Pascal Menestreyl – samples, midi.

## Muziek
Alle van Verdeaux

| Nr. | Titel          | Duur |
| --- | -------------- | ---- |
| 1.  | Transe fusion  | 5:27 |
| 2.  | Gumbarde blues | 5:44 |
| 3.  | Organic transe | 4:52 |
| 4.  | Youyouganda    | 5:27 |
| 5.  | Trans pire     | 5:31 |
| 6.  | Gorilla song   | 4:20 |
| 7.  | Soufi dance    | 5:46 |
| 8.  | Inuit roc      | 6:14 |
| 9.  | Tuva bene      | 5:33 |
| 10. | Papou ritual   | 6:21 |
| 11. | Keep up Berlin | 4:09 |